# Méandre
Pour les articles homonymes, voir Méandre (homonymie).

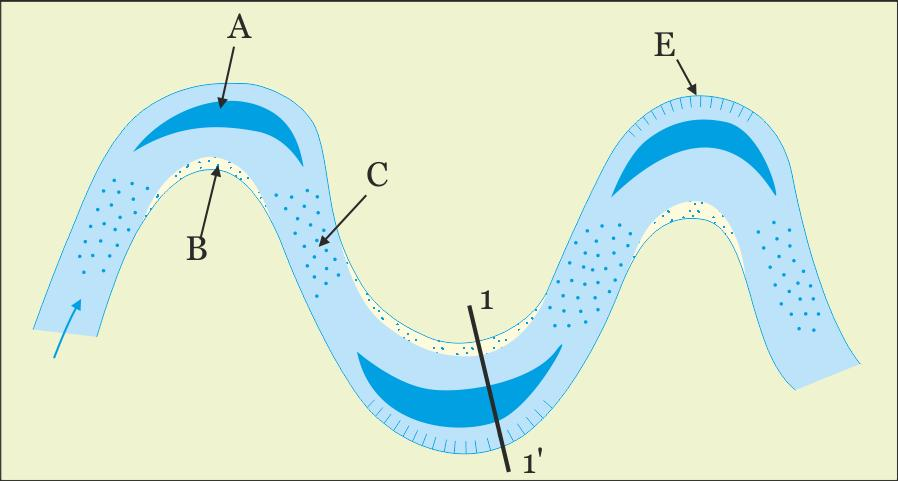
Tracé en plan d'un cours d'eau représentant ses méandres : (A) mouille de concavité, (B) banc de convexité développé le long de la rive convexe, (C) radier situé au points d'inflexion de la courbure, 1-1' profil en travers, (E) rive concave.

Méandrement.

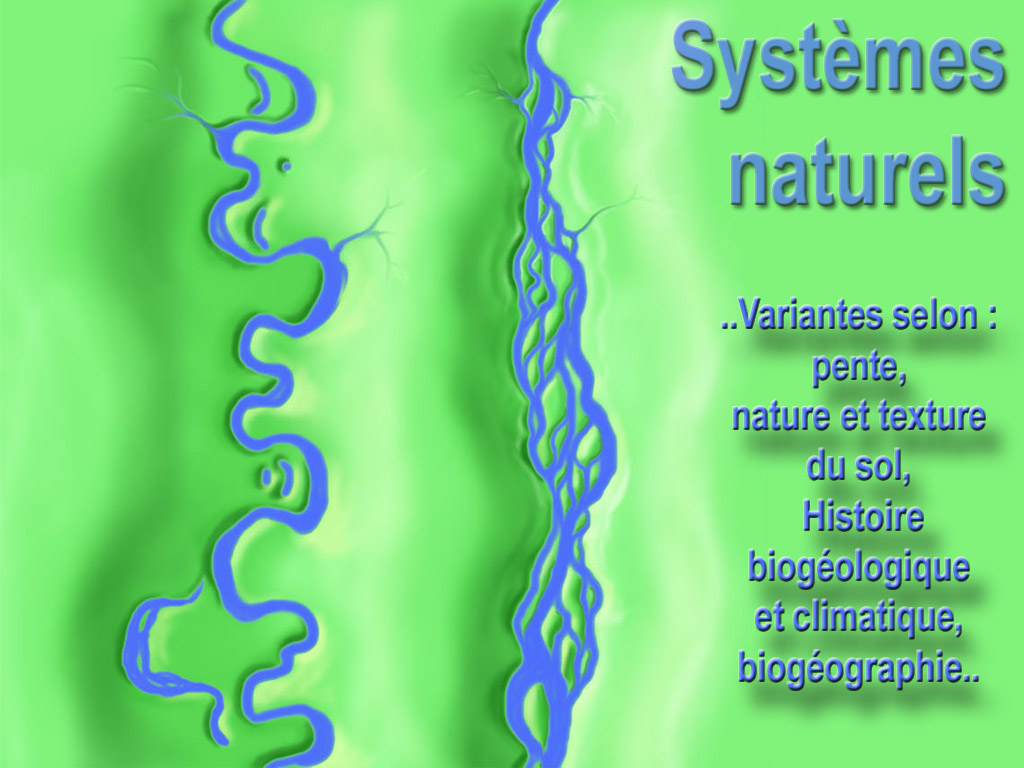
Méandres, bras morts et chevelu résultent de la dynamique naturelle des fleuves en plaine

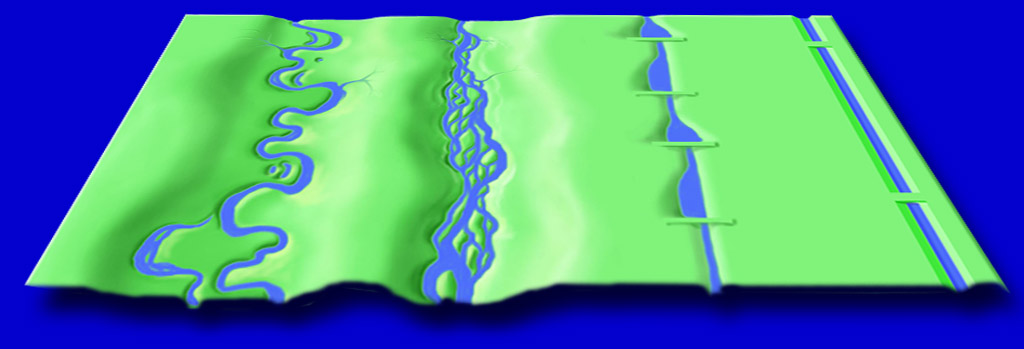
Dans les pays dits développés, depuis 500 ans au moins les méandres et bras morts tendent à disparaître, au profit d'axes navigables et canalisés dont les fonctions écologiques sont très dégradées (par ex. : Rhin ou Rhône en Europe), qu'on tente aujourd'hui de renaturer pour en améliorer la qualité de l'eau.

Un méandre, qui doit son nom à un fleuve de Turquie, est une sinuosité très prononcée du cours d'un fleuve ou d’une rivière, qui se produit naturellement lorsque le courant est suffisant pour éroder les berges en présence de matériaux plus résistants, d'embâcles ou de barrages de castors. Le début de sinuosités naturelles est accentué par la force centrifuge qui exerce une pression sur la partie extérieure de la courbe. Sa courbure est essentiellement due à une faible pente. Les méandres représentent un phénomène majeur de la dynamique fluviale.
Un méandre est aussi dénommé un cingle pour certaines rivières comme la Dordogne, la Vézère ou le Lot. Pour désigner les tresses de grands fleuves, on parlait aussi autrefois (1689) de rague ou serpenteaux.
Le méandrement, appelé aussi méandrisation, est la formation de méandres dont la cause est encore controversée, mais les plantes vasculaires qui fixent le sol par leurs racines, y jouent un rôle important (effet des ripisylves qui s'installent de préférence dans les zones d'atterrissement favorisé par les plantes pionnières).
Presque partout, l'homme a contribué à figer (par artificialisation et/ou endiguement des berges) et/ou à rectifier ou détruire (processus d'endiguements de chenalisation...) de très nombreux méandres, ce qui a considérablement dégradé les habitats aquatiques et rivulaires et diminué la surface des zones humides (qui abritent une grande partie de la biodiversité). C'est pourquoi de nombreuses solutions fondées sur la nature et d'expériences de renaturation avec reméandrage sont mises en œuvre de par le monde,.

## Étymologie
Le terme vient du grec Maiandros, désignant un fleuve de Turquie au cours particulièrement sinueux (appelé aujourd'hui le Menderes). Les Grecs anciens l'avaient divinisé (voir l'article Méandre (mythologie)).

## Principes hydrogéomorphologiques

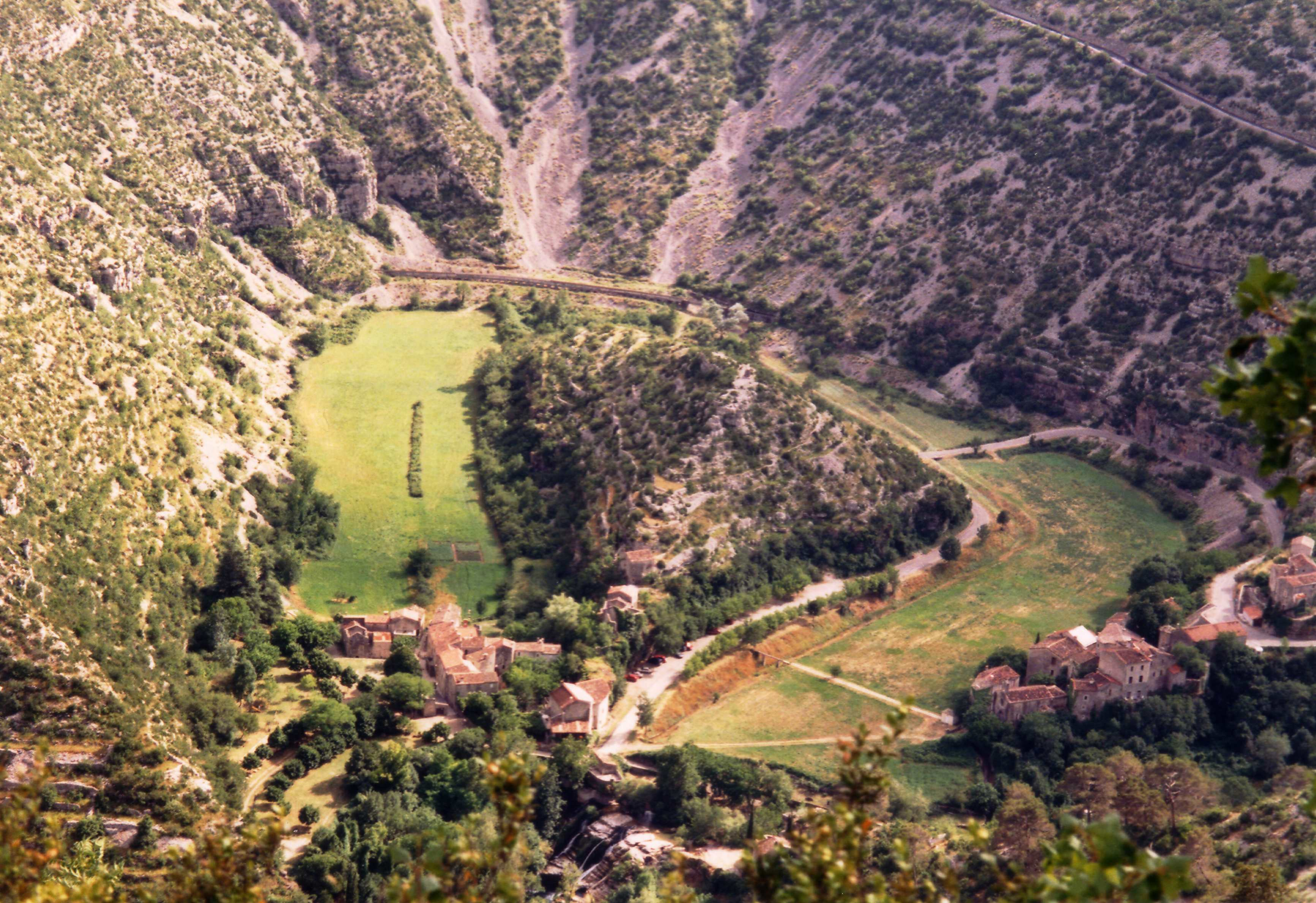
Le méandre recoupé de Navacelles sur la Vis montre bien l'opposition des deux rives concave et convexe et le lobe du méandre devenant très étroit au niveau de son pédoncule

Il existe deux approches pour expliquer la formation des méandres : la turbulence et la compression. Selon l’école des « compresseurs », les méandres sont formés par le fait de la compression induite par la rugosité du lit du cours d’eau et selon les « turbulents », les méandres sont semblables à des allées tourbillonnaires de von Karman,.

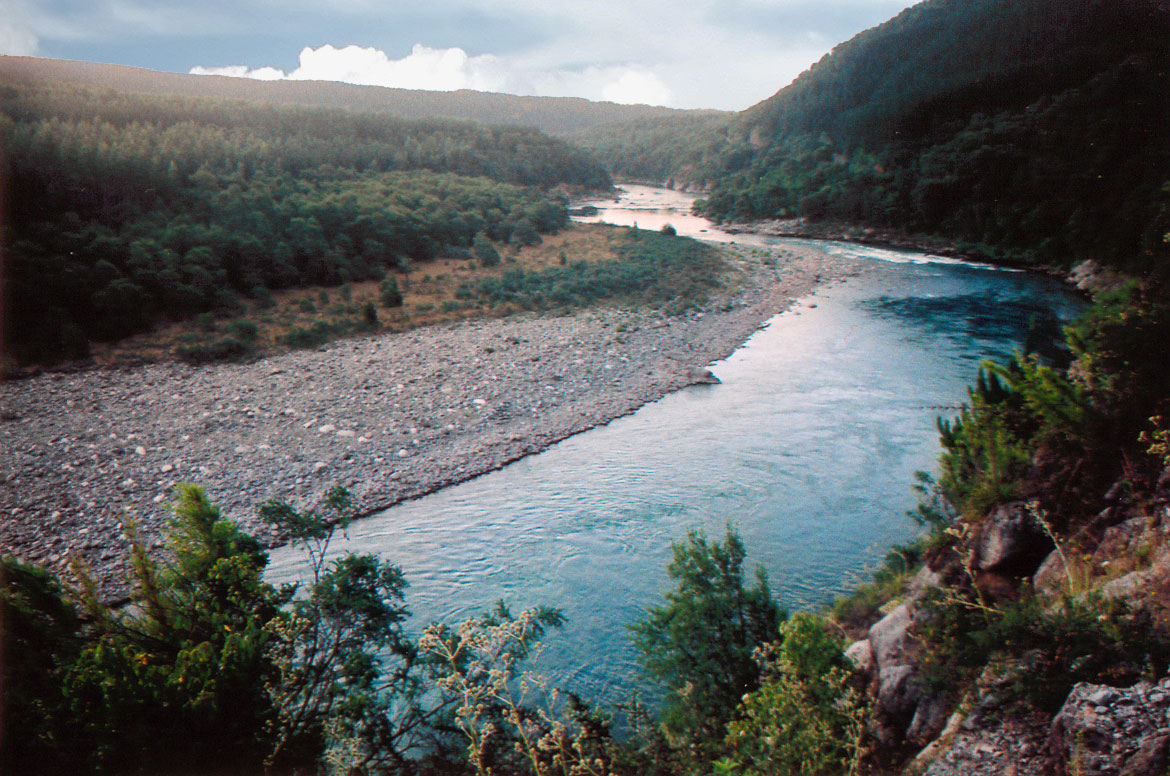
Le double processus (d'érosion et de dépôt) est une source de perturbation naturelle du cours, favorable aux espèces pionnières et à la diversité des habitats aquatiques.

Les méandres et le « chevelu » naturels des fleuves évoluent dans l'espace et dans le temps sous l'effet de l'érosion et de la sédimentation due au courant, face aux substrats durs (embâcles naturels ou non). Au fil du temps, un méandre peut finir par se recouper, délimitant un bras mort.
Dans les régions agricoles et urbaines, ou ayant fait l'objet d'aménagements hydrauliques, les méandres et les bras-morts tendent à rapidement régresser puis disparaître au profit de la rectification des canaux (depuis plus de 500 ans en Europe), avec diverses conséquences négatives liées à l'accélération des flux d'eau : 
- inondations plus graves et plus fréquentes en aval ;
- sécheresses accrues en amont ;
- aggravation de l'érosion, localement ;
- perturbations écologiques, avec fragmentation écopaysagère et dégradation de l'eau liée à l'artificialisation des berges, et souvent aux écluses et barrages associés à ces aménagements ;
- alimentation réduite de la nappe phréatique, car la surface et souvent le volume total d'eau du cours des fleuves diminuent, alors que toutes choses égales par ailleurs, c'est la hauteur d'eau qui contrôle la vitesse de percolation vers la nappe (cf. loi de Darcy).

Les grands fleuves dont les berges sont depuis longtemps urbanisées ont souvent conservé leurs anciens et principaux méandres (p. ex. la Seine en France, notamment en aval de Rouen), mais ils ont souvent perdu leur « chevelu » et la capacité de ces méandres à évoluer, l'urbanisme ou l'agriculture cherchant à les fixer pour des raisons de protection de la propriété publique ou privée.

## Typologie et définitions
- méandres de vallée ou méandres encaissés : au fil des siècles, ces cours d'eau ont taillé le roc selon leur formation en méandres. Leur déplacement latéral est extrêmement lent, sinon absent. De telles rivières s'incisent profondément. Un exemple très connu est le fleuve Colorado, aux États-Unis, qui a forgé le Grand Canyon.
- méandres libres ou de plaine alluviale : ils se déploient dans le lit majeur du cours d'eau ; il s'agit de méandres très mobiles qui peuvent laisser des secteurs très humides ou abandonnés comme les bayous dans le sud des États-Unis[11],[12].

On oppose traditionnellement la rive concave (rive externe, attaquée par l'érosion, souvent en pente forte) et la rive convexe (rive intérieure, généralement en pente faible et constituée d'alluvions déposées par le cours d'eau), ces deux rives alternant d'un méandre à l'autre.
Le lobe d'un méandre correspond à l'espace enserré par l'arc de cercle formé par ledit méandre; lorsque le méandre est très accentué, ce lobe se rétrécit à son entrée, formant un pédoncule. Lorsque ce dernier disparaît sous les attaques de l'érosion, il se forme alors un méandre recoupé.

## Dissymétrie des berges
Les cours d'eau naturel à chenal rectiligne ou faiblement sinueux sont rares. Un tracé rectiligne, généralement sur des distances assez courtes, résulte de facteurs qu'on ne rencontre pas très souvent : pentes très faibles ou très fortes (torrents), contraintes géologiques ou tectoniques (lignes de faille). « Dès lors que l'écoulement n'est pas strictement rectiligne, s'établit une circulation de l'eau hélicoïdale : l'eau circule en surface rapidement d'une berge concave vers la berge convexe du méandre suivant ; elle circule plus lentement au fond de la berge convexe vers la berge concave. Cet écoulement hélicoïdal est a l'origine de la dissymétrie des berges ». Les méandres évoluent par le processus de migration latérale : la rive concave, affouillée par des courants rapides, se creuse et devient abrupte (cette érosion permet l'apparition d'une mouille) tandis que la rive convexe, sous l'action de l'atterrissement provoqué par la végétation, devient en pente douce (édification d'un banc de convexité). Il est aussi à l'origine de la migration naturelle (appelée aussi translation) des méandres vers l'aval (comme les anneaux d'un serpent se déplaçant de la tête vers la queue) par érosion de la berge concave et engraissement (accumulation des alluvions) de la berge convexe : la rive concave, sapée par le courant, s'éloigne sans cesse vers l'aval et finit par rattraper le méandre suivant.

## Écologie

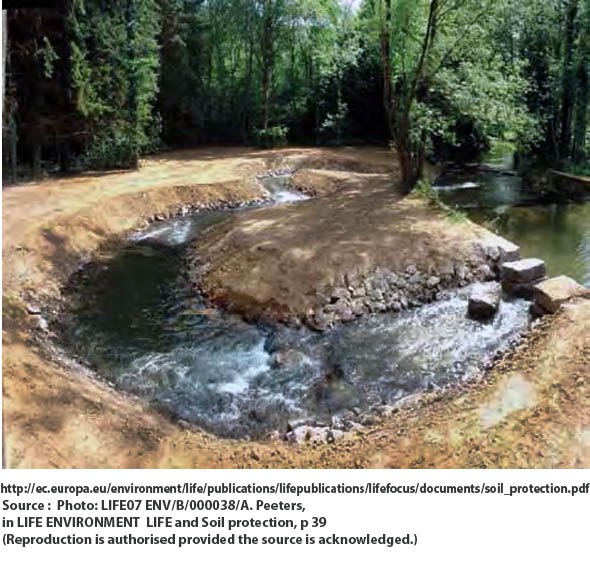
Exemple de "réméandrage" associé à une opération de renaturation/passe à poisson en Wallonie, réalisé dans le cadre d'un projet Life destiné à la restauration hydromorphologique des masses d'eau en région wallonne,

La méandrisation fait partie des processus dits de perturbation qui créent de nouveaux milieux, colonisés par les espèces pionnières, puis par un stade secondaire et climacique. Ce phénomène contribue à l'hétérogénéité et à la diversité biologique des fleuves, rivières et ripisylves. La méandrisation est un phénomène naturel nécessaire au bon fonctionnement écologique des fleuves, qui devrait être préservé ou restauré pour répondre aux objectifs de bonne gestion de l'eau et de bon état écologique du bassin versant (cf. directive-cadre sur l'eau en Europe), que l'écologie rétrospective peut intégrer dans les démarches de cartographie des corridors biologiques.
Ces processus nécessitent que la rivière puisse librement divaguer dans son lit majeur, ce qui est peu acceptable dans les contextes de propriété privée. En France les documents d'urbanisme (SCoT en particulier) peuvent désigner et protéger les zones d'évolution des cours d'eau.
Dans les processus de renaturation, pour retrouver un fonctionnement plus naturel et se rapprocher de l'écopotentialité du cours d'eau et du bon état écologique (objectif de la directive-cadre sur l'eau), des opérations de reméandrisation sont parfois réalisées, par exemple avec l'aide de l'Europe dans le cadre de projets Life (par exemple) et/ou de restauration de la trame verte et bleue ou de gestion restauratoire de sites Natura 2000 tel qu'en vallée de la Lauter où des canaux de drainage ont été reméandrés pour retrouver un paysage et des fonctionnalités plus proches de ces systèmes naturels. Ainsi en Suisse des travaux de grande ampleur sont parfois menés pour que les rivières puissent à nouveau circuler (et former des méandres) dans leur lit majeur. Des guides et ouvrages spécialisés proposent des documents pédagogiques sur le reméandrage,,.

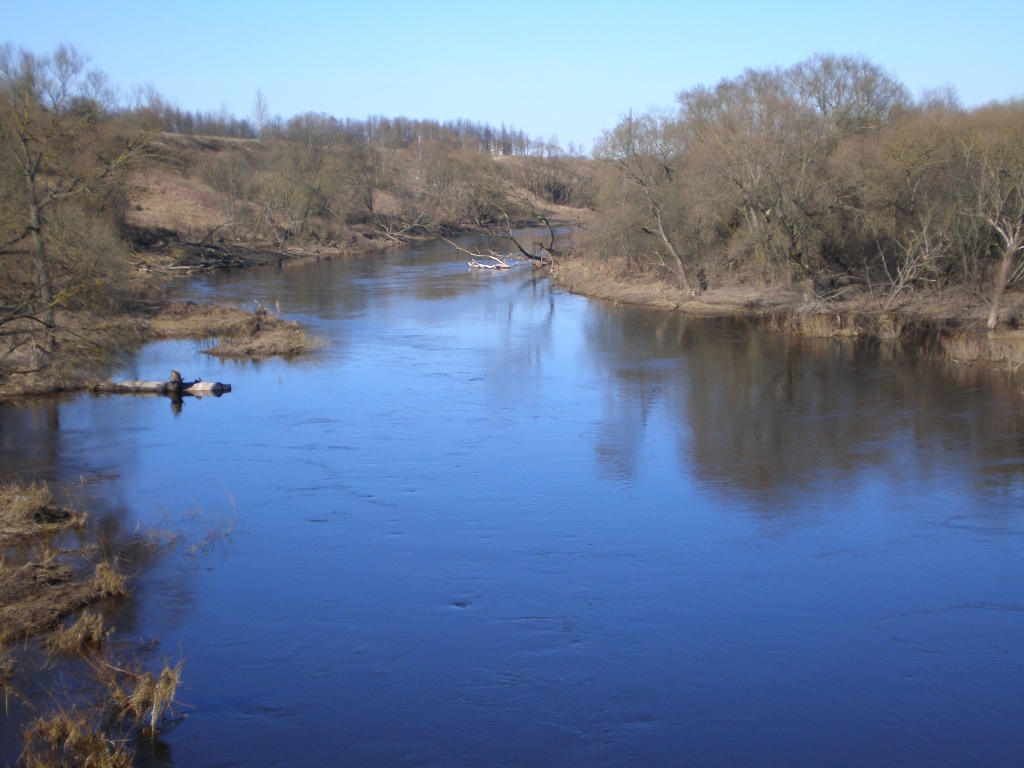
Formation d'un méandre : la berge de gauche régresse naturellement sous l'action érosive du courant, alors que la berge de droite avance, le courant moins rapide y déposant des sédiments fixés par les arbres.
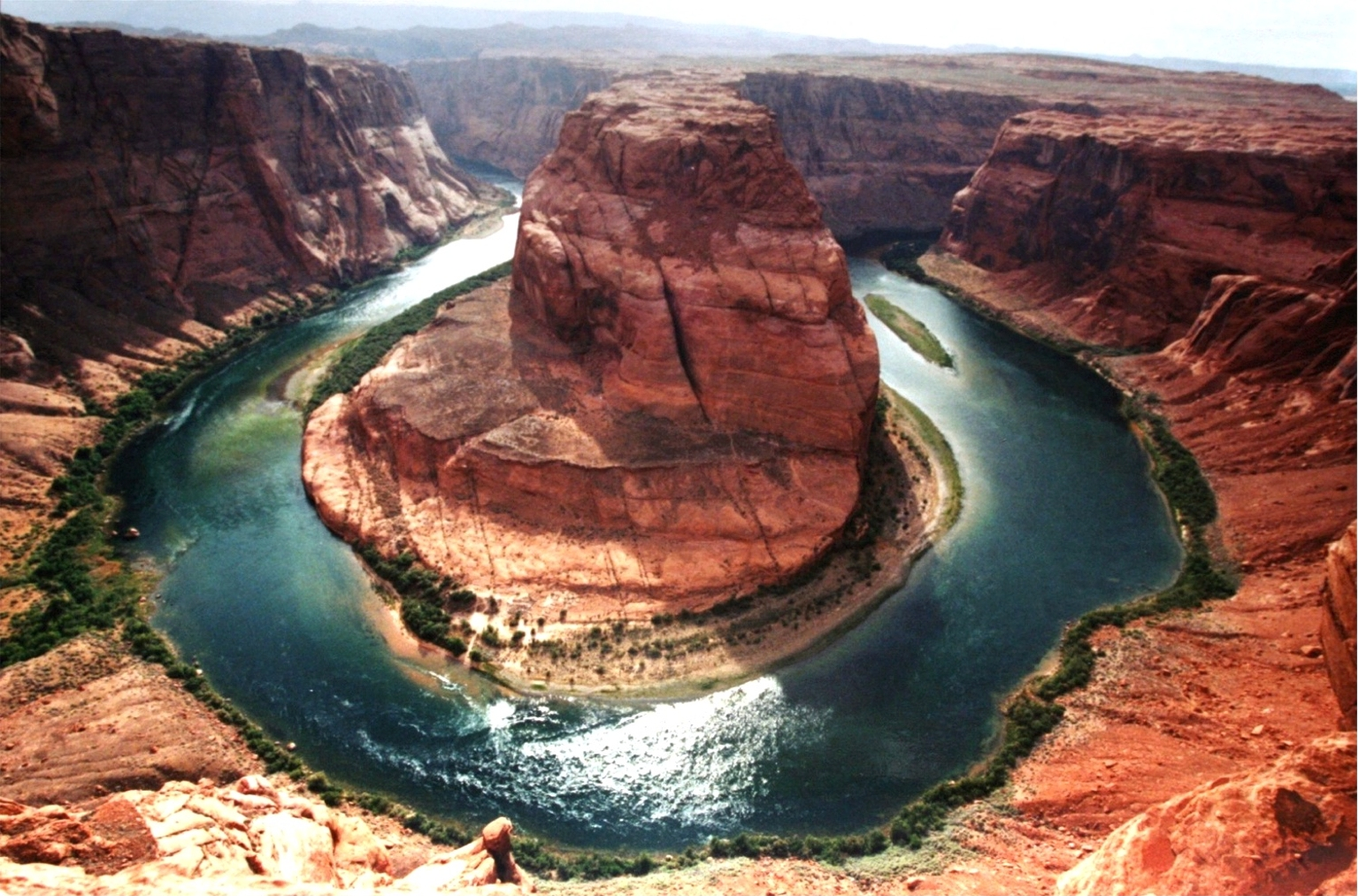
Dans un contexte aride, les méandres augmentent considérablement le linéaire de végétation rivulaire.
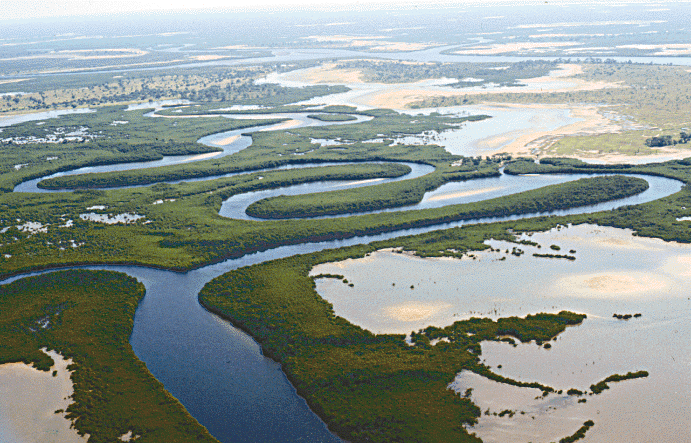
Méandres saumâtres du delta du Sine-Saloum (Sénégal, entre la Petite-Côte et la Gambie), une région de mangroves classée Parc national en 1978.
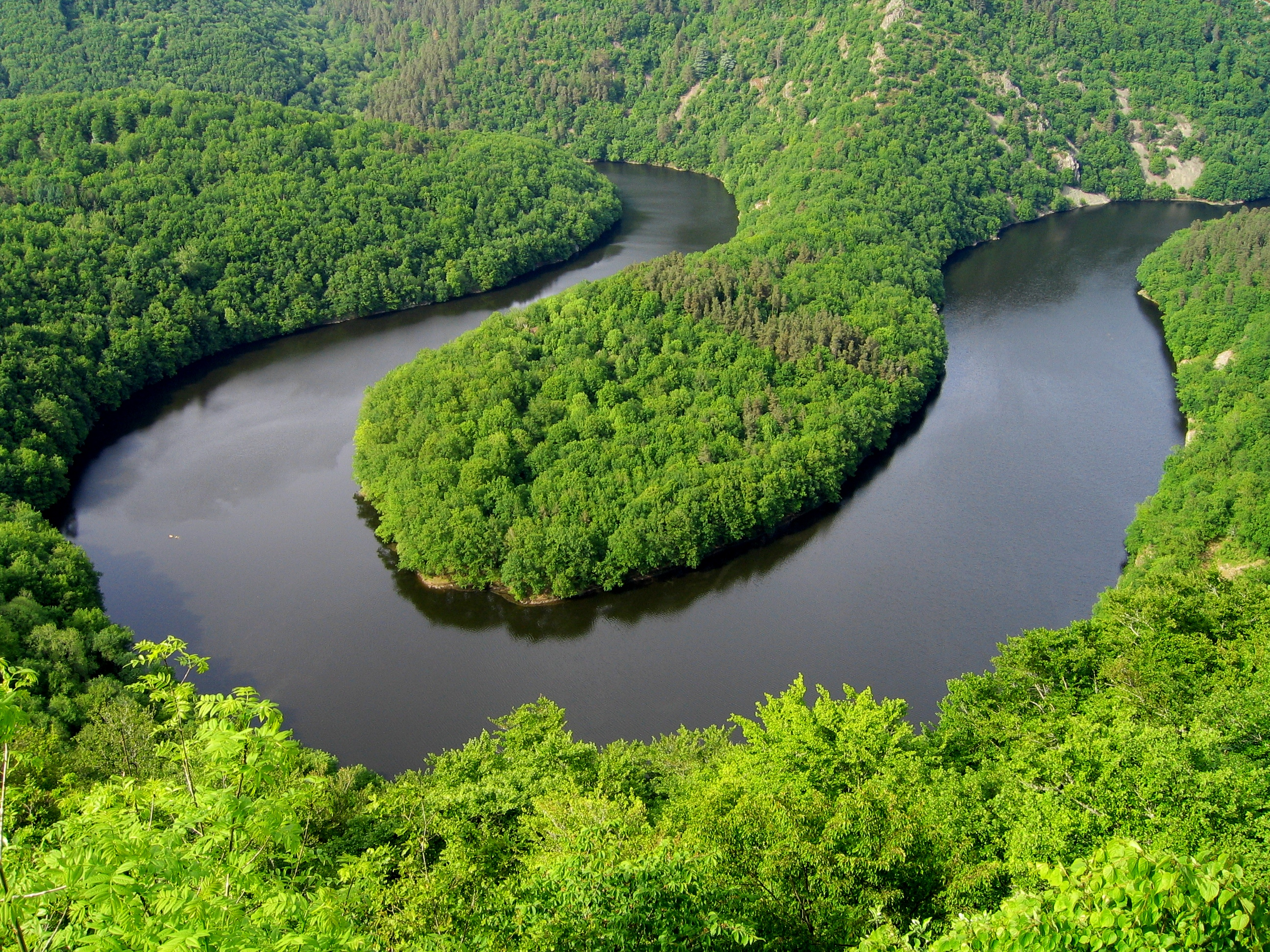
La Sioule: le méandre de Queuille (Auvergne, France).
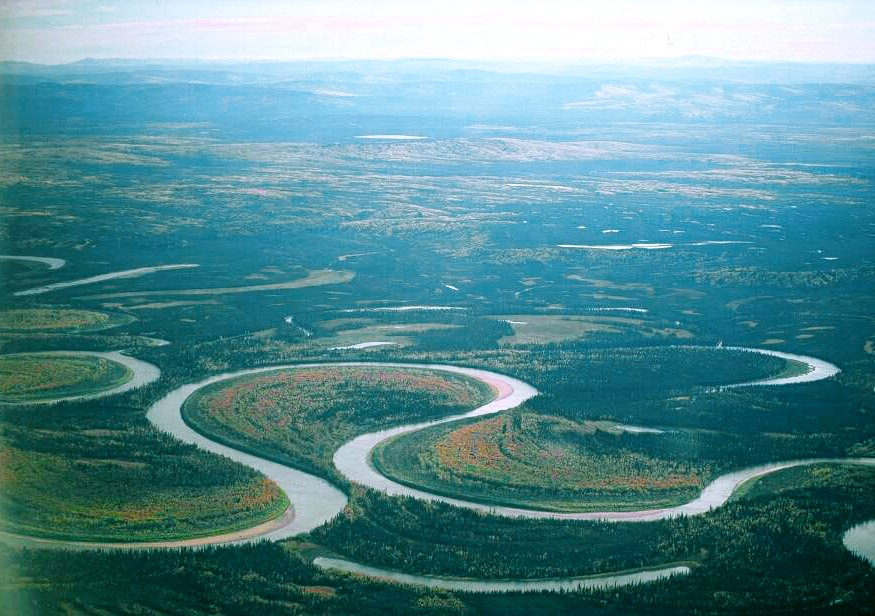
Méandres du Nowitna, affluent du Yukon (Alaska, États-Unis).
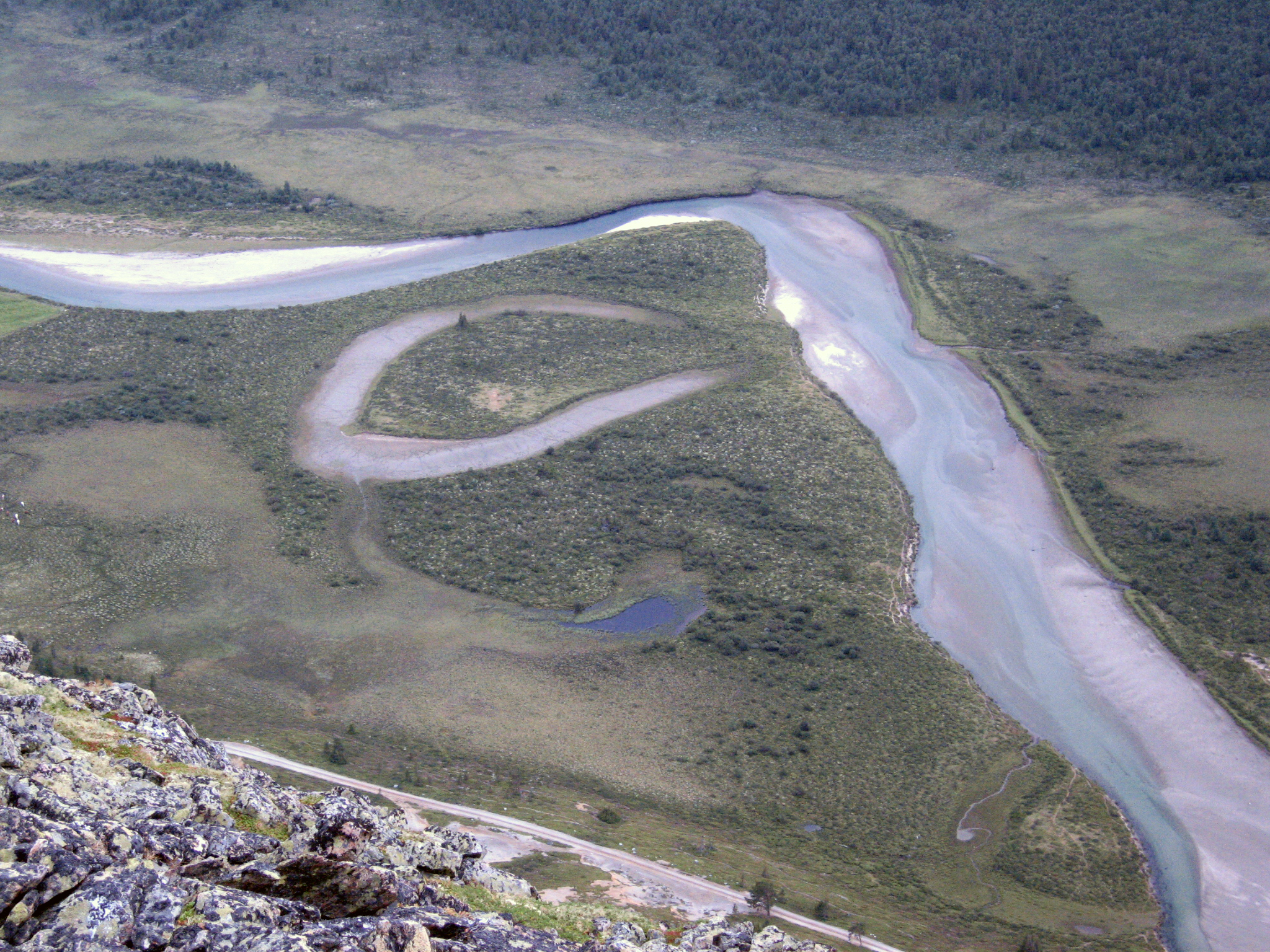
Méandres et bras mort (Scandinavie).
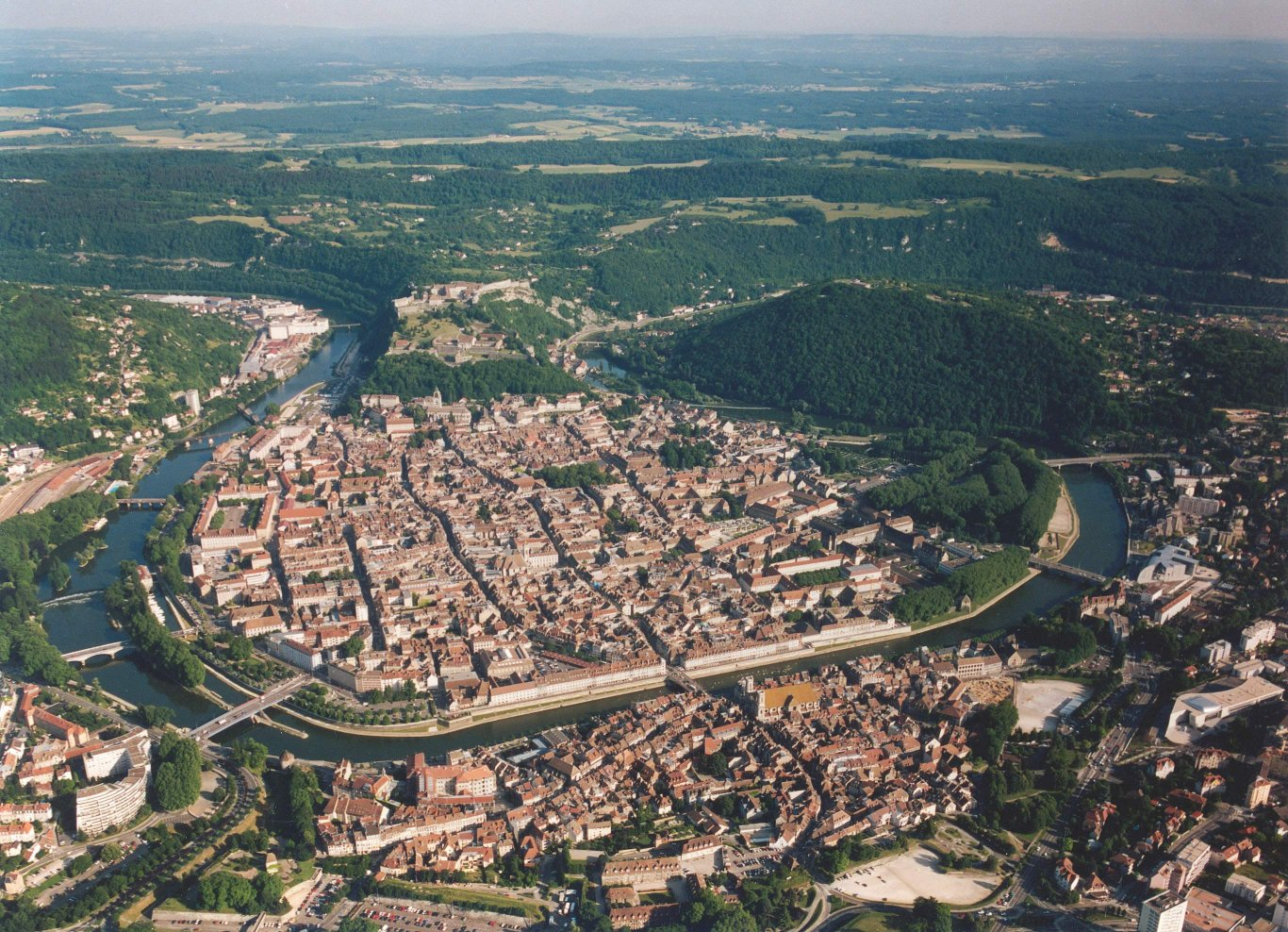
Méandre du Doubs à Besançon.
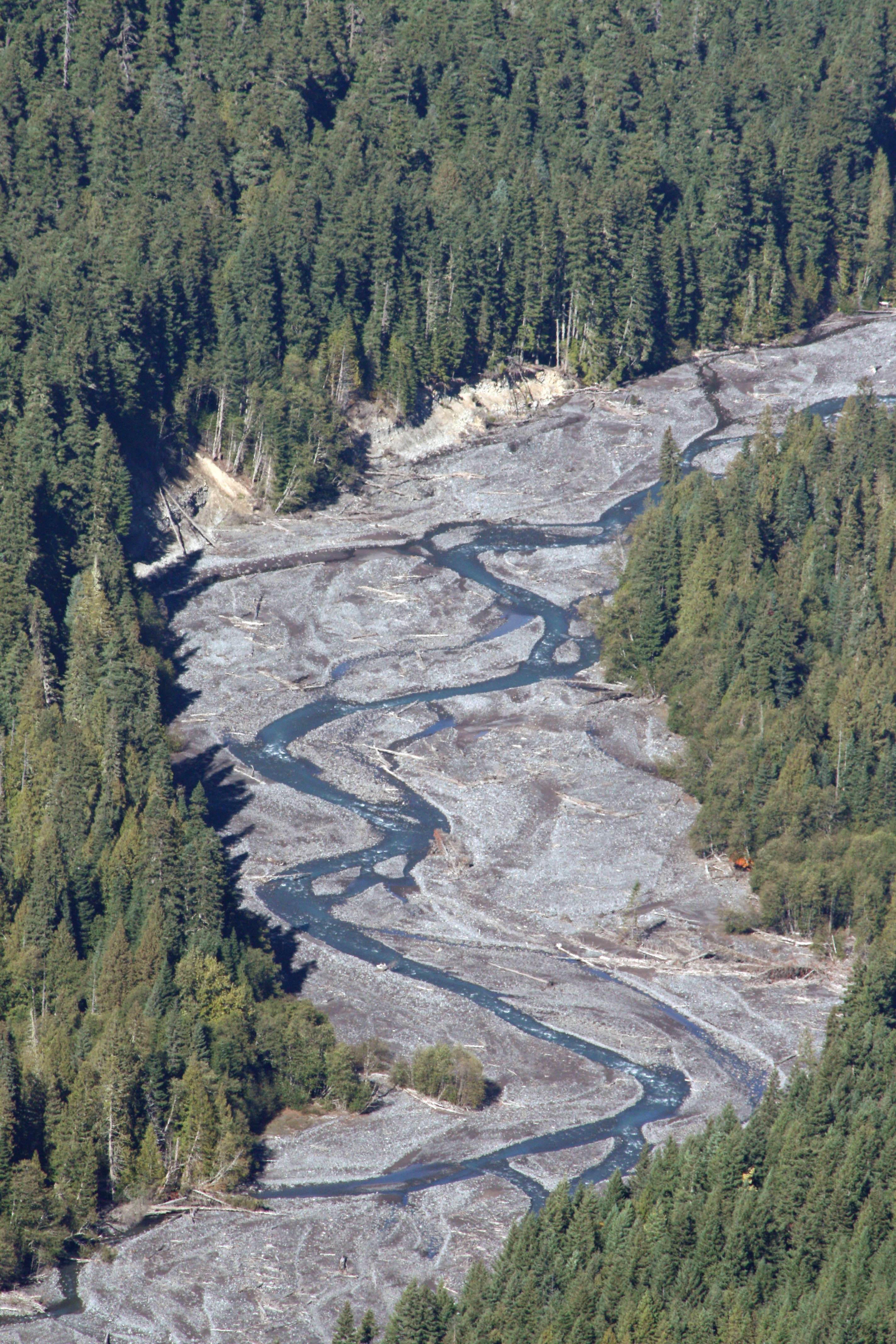
Petits méandres insérés dans des méandres plus larges (trace fossile de l'ancienne White River).
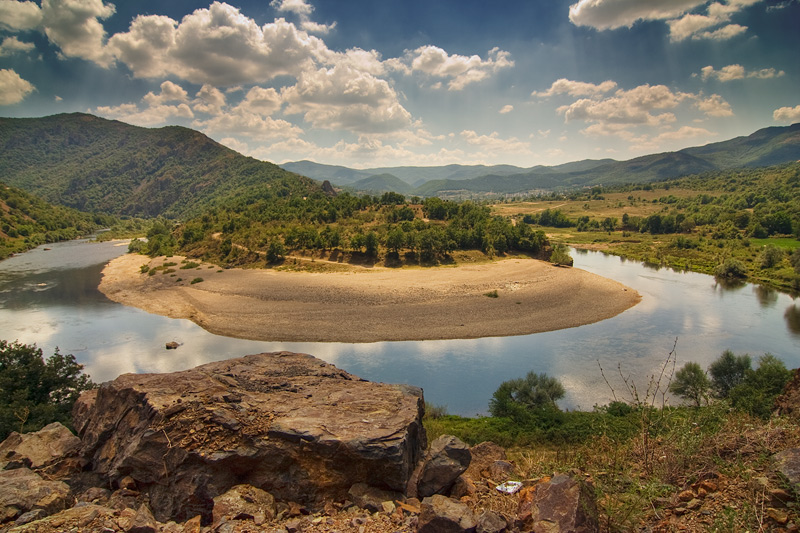
Méandre de l'Arda (rivière de Bulgarie).

## Méandres remarquables

### Belgique
- la cascade de Coo, plus importante cascade de Belgique, est issue d'un méandre qui fut recoupé au XVIIIe siècle par les moines de l'abbaye de Stavelot. Le méandre mort sert dorénavant de bassin inférieur pour la centrale hydro-électrique de Coo-Trois-Ponts ;
- un méandre de la Lesse fut naturellement recoupé par une perte d'eau dans un sol karstique au gouffre de Belvaux, aux environs de Han-sur-Lesse, ce qui donna naissance aux grottes de Han ("Han" ou "Ham" étant un nom porté par plusieurs localités de Belgique, signifiant méandre). Le méandre historique est régulièrement réoccupé par la rivière lorsque, en cas de fortes pluies, le gouffre ne peut plus accepter l'ensemble du volume d'eau ;
- méandre de Durbuy, désormais comblé, qui protégeait la vieille ville.

### Bolivie

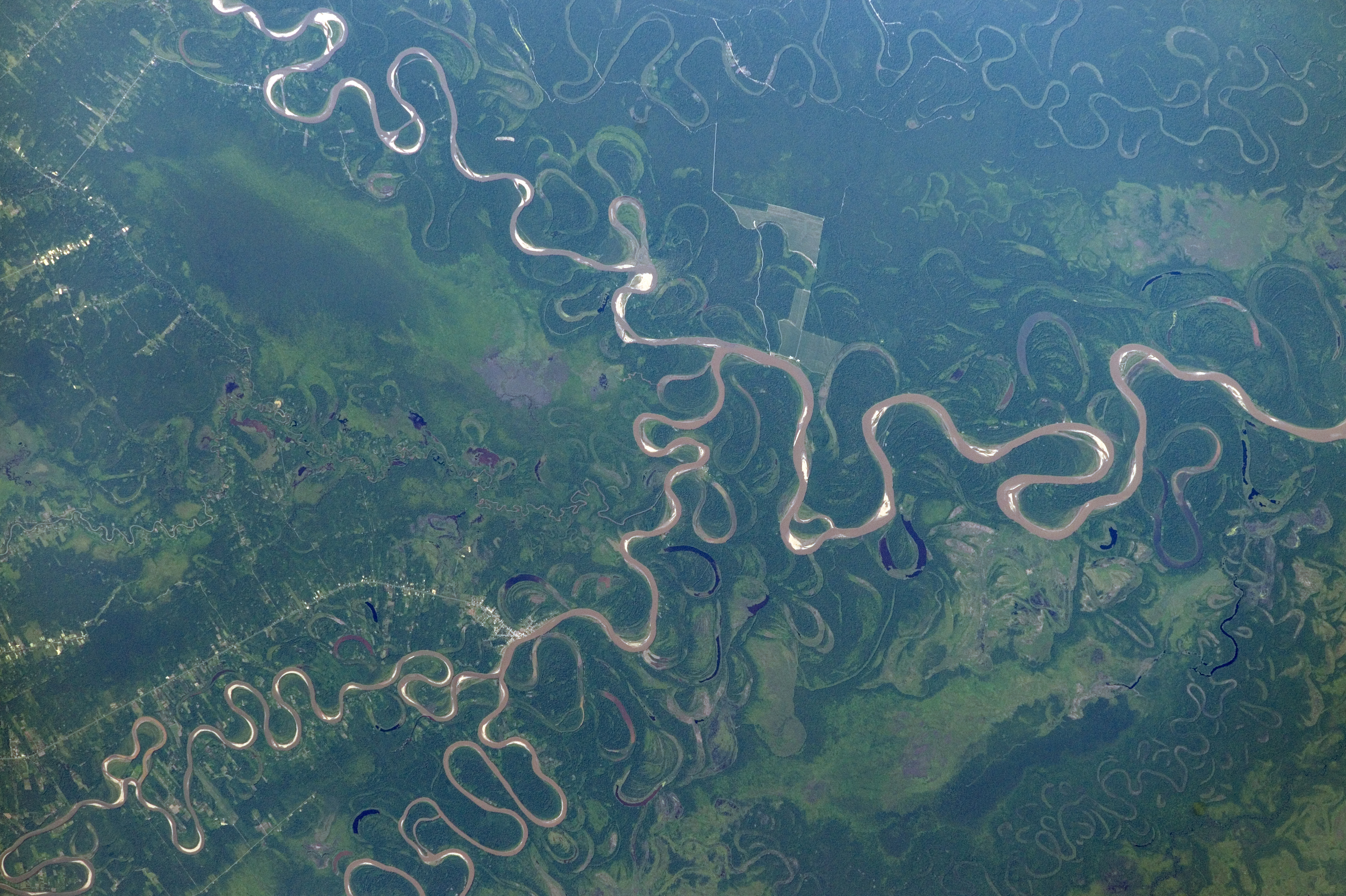
Environs de Puerto Villaroel, Bolivie, vus depuis ISS

- La région de la confluence des rios Chimoré, Ichilo et Sajta, pour former le rio Mamoré, est un dédale impressionnant de méandres et de bras morts.

### Canada
- Le méandre du Coude, formé par la rivière Petitcodiac à Moncton.
- Les méandres de la rivière Croche à La Tuque

### Suisse
- Le méandre de l'Aar à Berne.
- Le méandre de la Sarine à Fribourg.

### France
- Le méandre de Cize formé par l'Ain dans le département de l'Ain.
- Le méandre du Saugey, formé par le Rhône, est un ancien méandre formant une partie isolée du territoire de la commune de Brangues dans le département de l'Isère.
- Le méandre d'Ambialet formé par le Tarn dans le département du Tarn.
- Le méandre de Queuille formé par la Sioule dans le département du Puy-de-Dôme.
- Le méandre de Besançon formé par le Doubs. Le centre historique s'est développé à l'intérieur de ce méandre aujourd'hui appelé la Boucle du fait de sa forme géométrique. Jules César, dans ses Commentaires sur la Guerre des Gaules, décrit ainsi le méandre de Besançon: « Le Doubs entoure presque la ville entière d'un cercle qu'on dirait tracé au compas; l'espace que la rivière laisse libre ne mesure pas plus de seize cents pieds... ».
- Le méandre abandonné par la Vis à Navacelles formant un cirque entre le causse du Larzac et le causse de Blandas.
- Le méandre du Lot à Luzech. La ville de Cahors est également construite quasi -entièrement dans l'intérieur d'un méandre du Lot.
- Le méandre de la Meuse à Revin dans les Ardennes.
- Les méandres de la Canche.
- Les méandres de la Seine.
- Le grand méandre de la Loue à Chenecey-Buillon dans le département du Doubs
- Le méandre du pont d'Arc (rivière Ardèche). Phénomène unique, le cours d'eau a ici recoupé son méandre en perçant la roche et en laissant une arche de calcaire de 60 mètres de haut sous laquelle la rivière continue à s'écouler.
- Le méandre de Rochefort formé par la Charente dans le département de la Charente-Maritime.
- Le plus grand méandre de la Loire, dans le pays roannais, en bordure de la commune de Vézelin-sur-Loire.

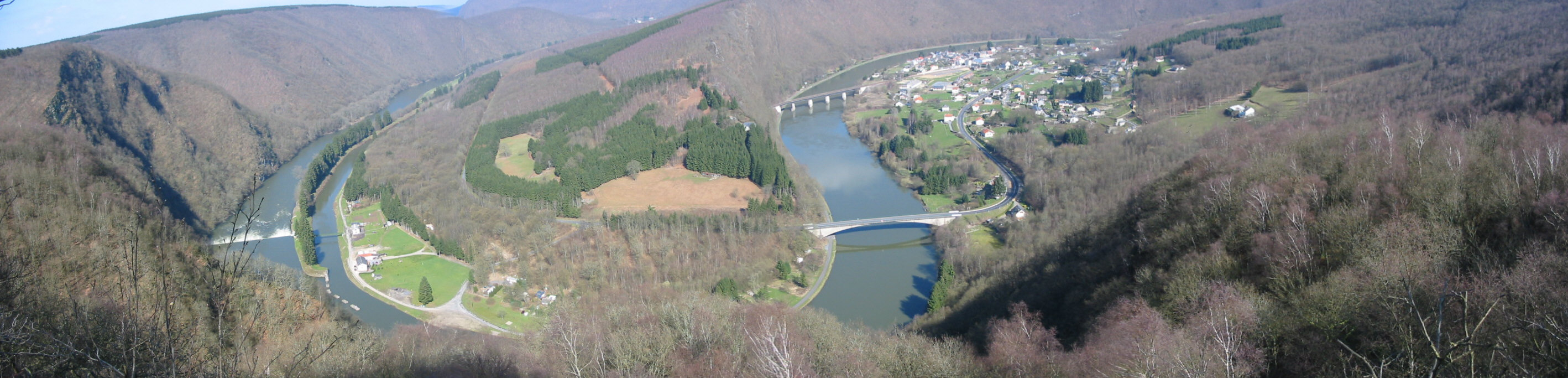
La Meuse dans les Ardennes françaises.
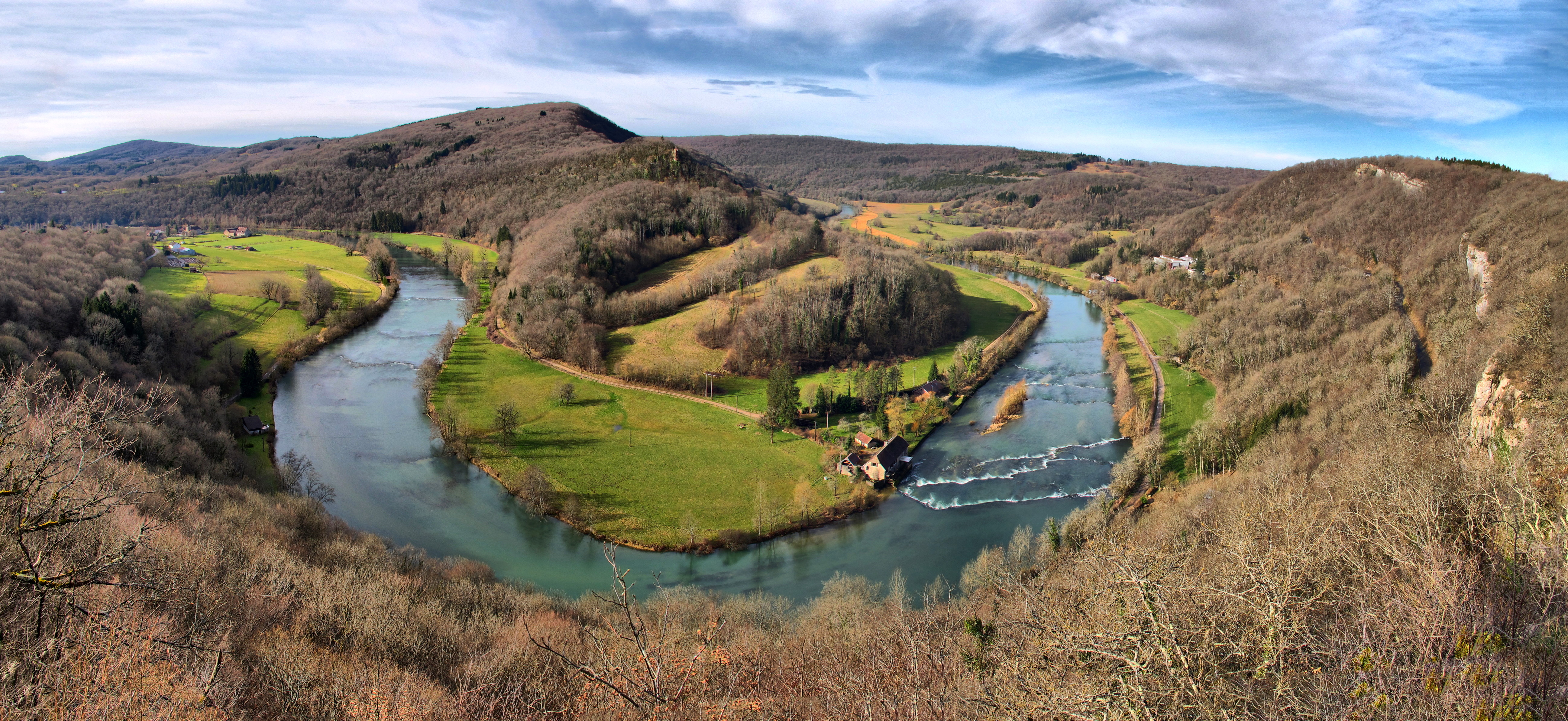
Le grand méandre de la Loue, Chenecey-Buillon (Doubs)
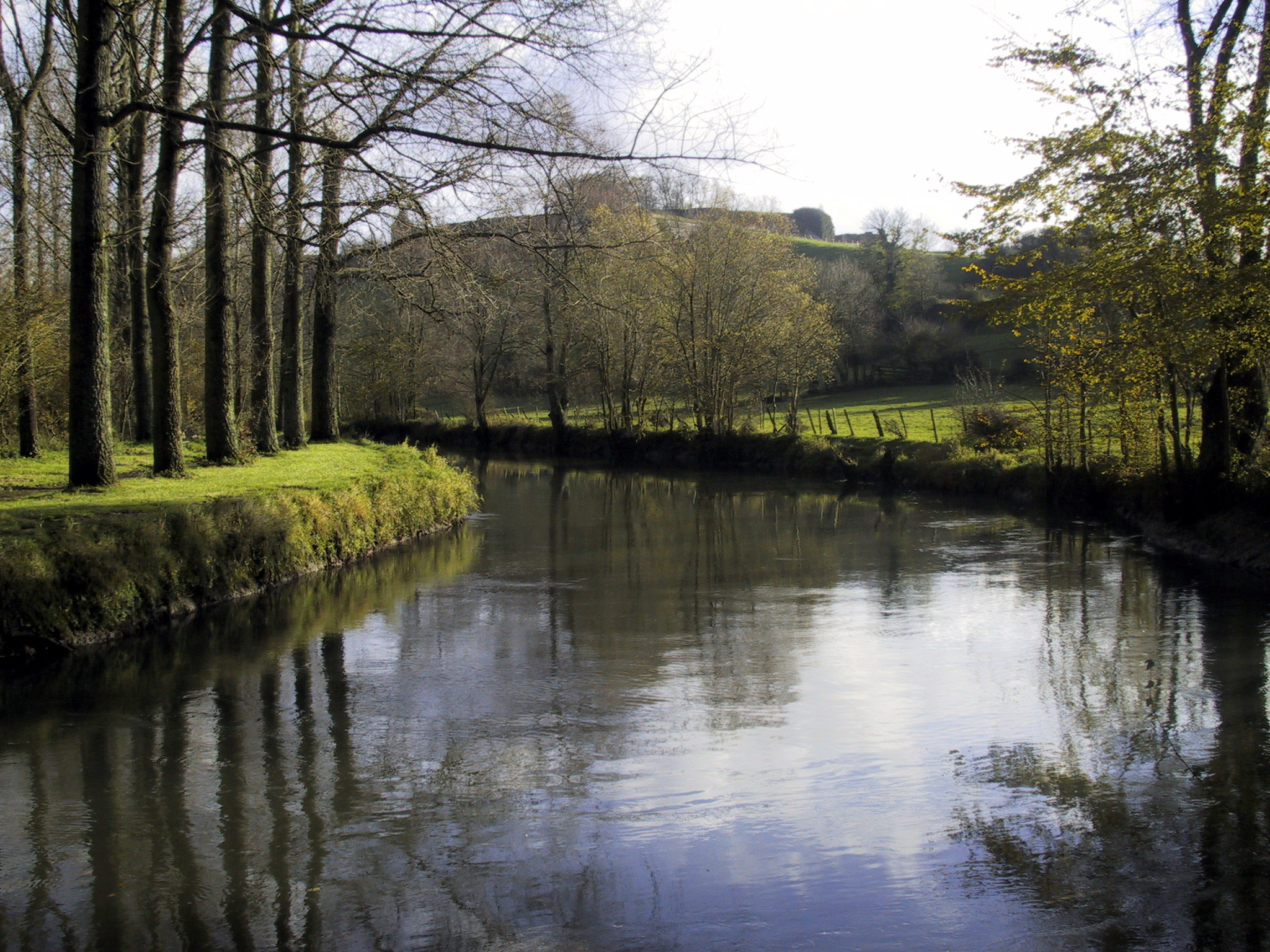
La Canche près de Montreuil (Pas-de-Calais).
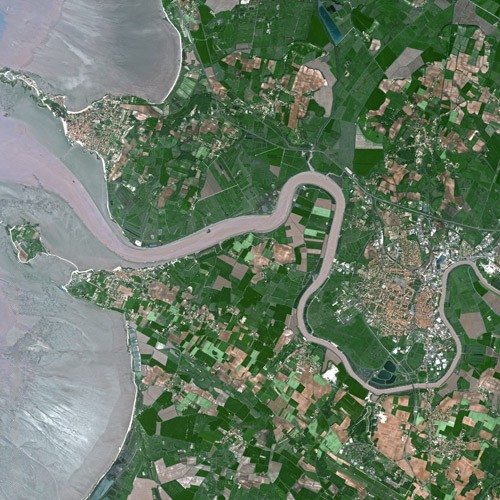
Rochefort, méandre de la Charente.
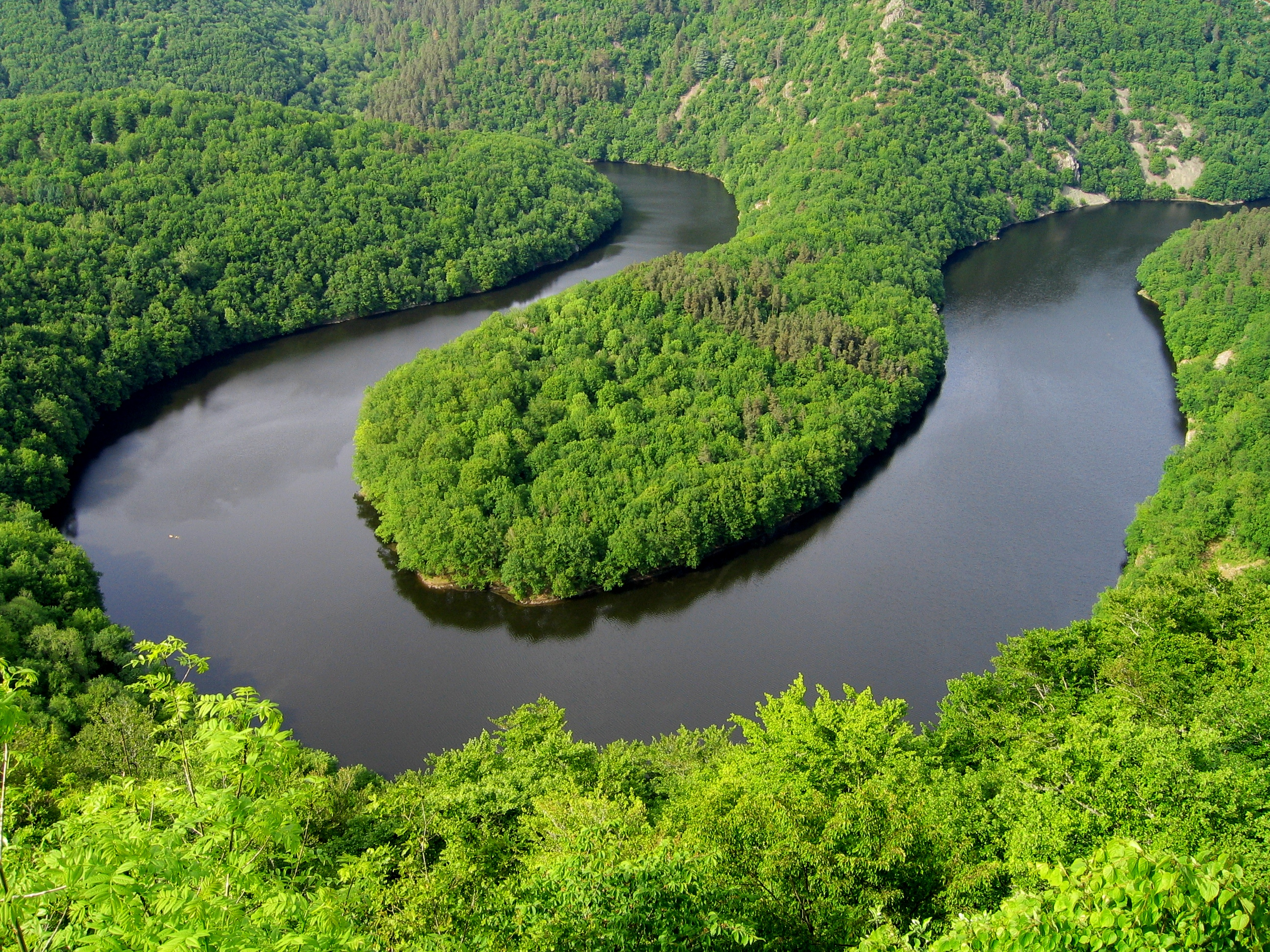
Le méandre de la Sioule à Queuille dans le Puy-de-Dôme

### Thaïlande
- la ville historique d'Ayutthaya fut bâtie sur un méandre recoupé par un canal du Chao Phraya.